# Rzeźba terenu
Rzeźba powierzchni ziemi (terenu) (także relief (powierzchni terenu), morfologia terenu) – ukształtowanie powierzchni Ziemi powstałe w wyniku oddziałania procesów endo- i egzogenicznych, jak też wskutek działalności człowieka. Współczesny relief jest wynikiem aktywności procesów o różnym natężeniu i czasie ich oddziaływania.
Rzeźba terenu powstaje w wyniku procesów rzeźbotwórczych. Źródłami energii tych procesów są:
- energia grawitacyjna
- energia geotermalna
- promieniowanie słoneczne
- geomagnetyzm

Przykładowe typy rzeźby terenu: 
- rzeźba poligeniczna
- rzeźba policykliczna
- rzeźba strukturalna
- rzeźba krawędziowa
- rzeźba tektoniczna
- rzeźba alpejska
- rzeźba glacjalna